# 独解支
独解支（7世纪—715年），是唐朝初期的回纥首领，药罗葛氏，比栗之子。
680年，父亲比栗死后，独解支嗣瀚海都督位。694年，突厥汗国复兴（即后突厥）後，默啜可汗大举征伐漠北，进攻铁勒故地，回纥旧地尽为所并。回纥独解支和契苾、思结、浑三部随安北都护府，南迁到甘州和凉州一带避乱。前扼吐蕃，北临突厥。唐朝取其精骑以充任赤水军，属河西节度使，帮助唐朝戍边。715年，独解支死后，其子伏帝匐嗣位。